# Pfarrkirche Eichenbrunn

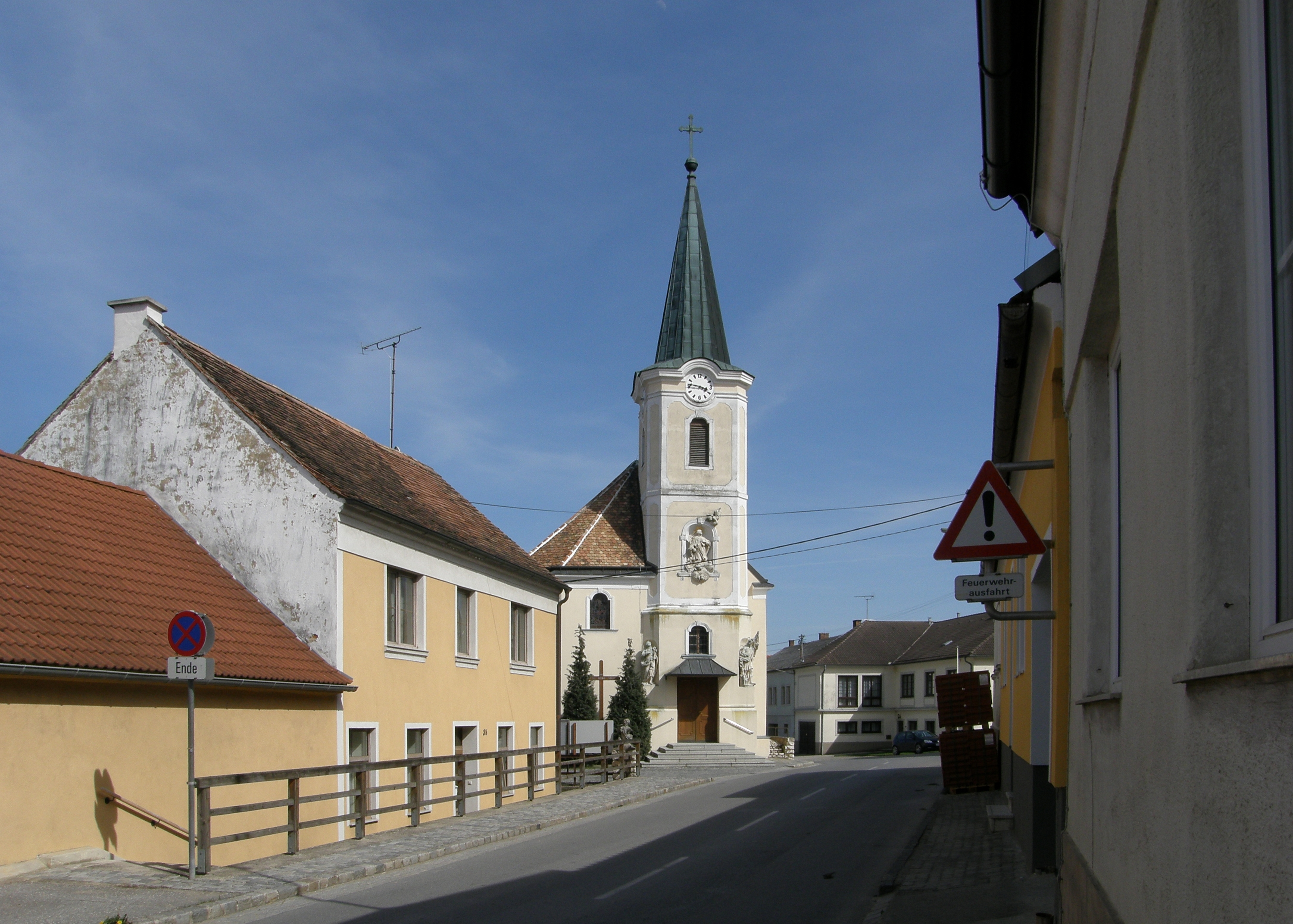
Katholische Pfarrkirche hl. Koloman in Eichenbrunn

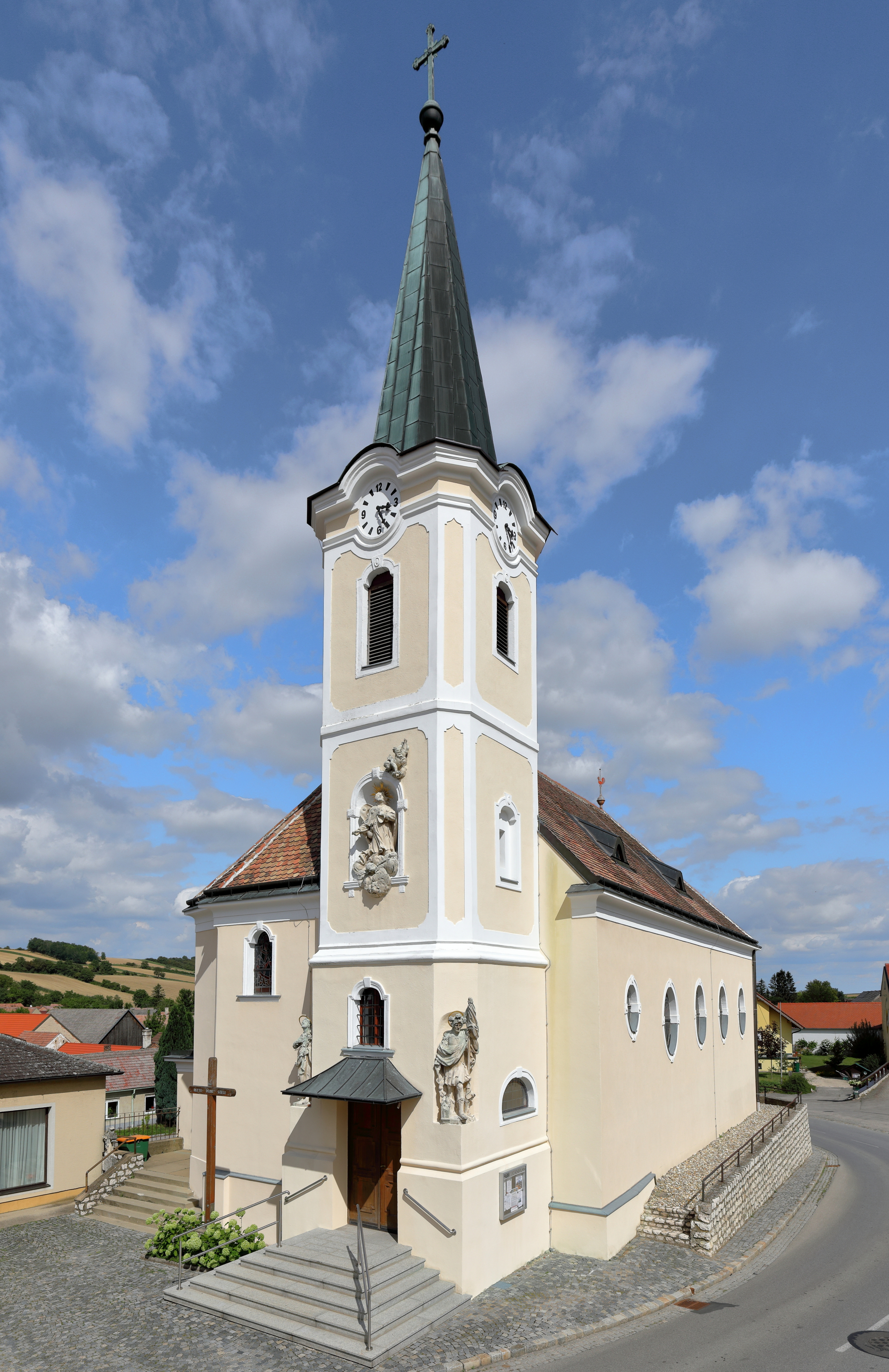
Westsüdwestansicht der Pfarrkirche

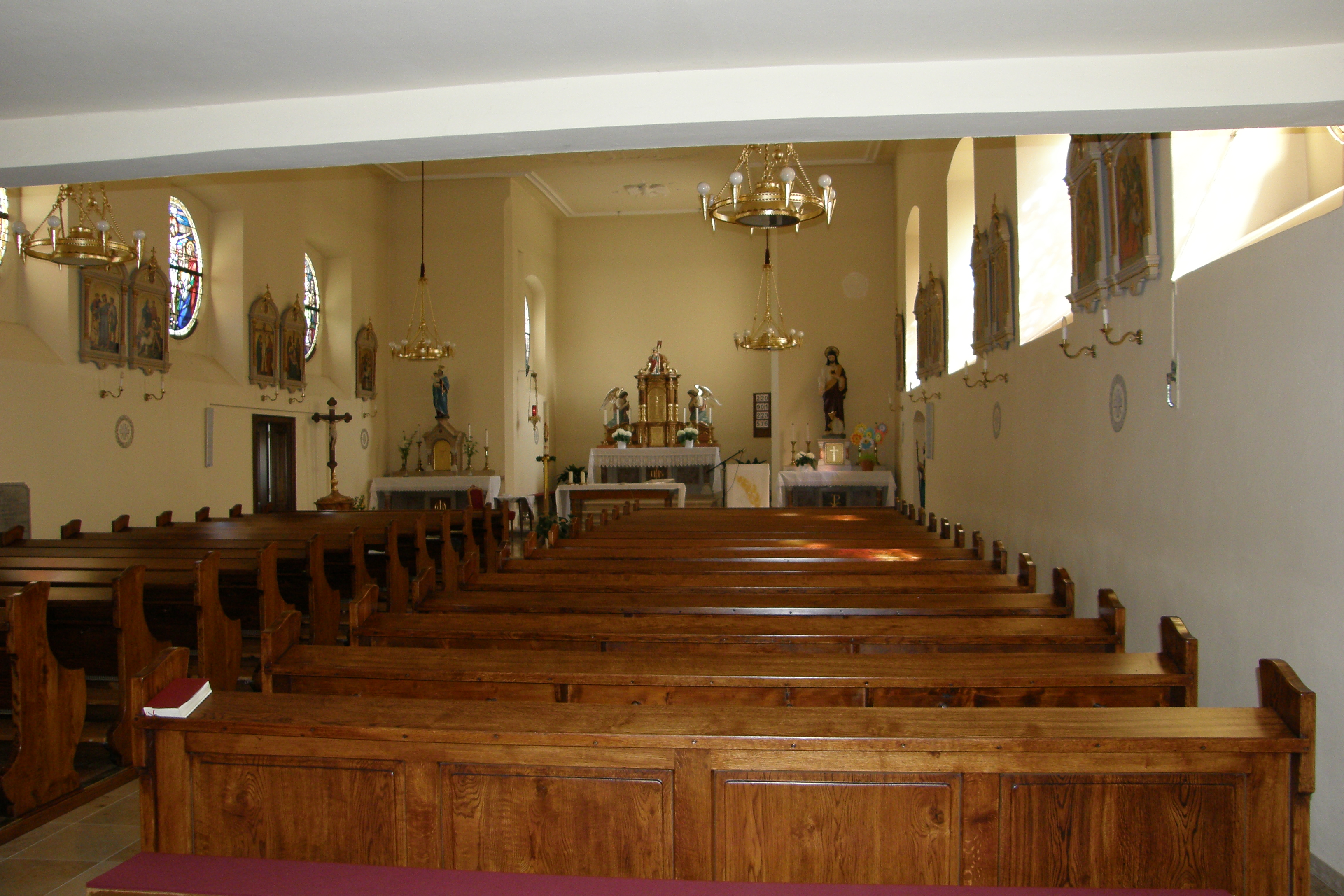
Langhaus, Blick zum Chor

Die Pfarrkirche Eichenbrunn steht im Ort Eichenbrunn in der Gemeinde Gnadendorf im Bezirk Mistelbach in Niederösterreich. Die dem Patrozinium hl. Koloman unterstellte römisch-katholische Pfarrkirche gehört zum Dekanat Laa-Gaubitsch im Vikariat Unter dem Manhartsberg in der Erzdiözese Wien. Die Kirche steht unter Denkmalschutz (Listeneintrag).

## Geschichte
Der Ort Eichenbrunn ist ein Straßendorf entlang der Zaya westlich von Gnadendorf. Nach 1469 ein Vikariat wurde Eichenbrunn 1662 urkundlich als Pfarre genannt. Der barocke Bau um 1700 mit einem nördlichen Seitenschiff aus 1731 wurde 1950 mit dem Architekten Josef Vytiska umgebaut und erweitert und 1951 geweiht.

## Architektur
Die Durchgangsstraße weitet sich um die Pfarrkirche linsenförmig auf. Die Pfarrkirche bildet mit dem nördlich gelegenen Pfarrhof und der Volksschule das Ortszentrum.
Der schlichte Kirchenbau ist wegen des abfallenden Geländes im Norden und Osten mit einem hohen geböschten Sockel abgestützt. Der dreigeschoßige Turm steht wegen des Anbaus eines Seitenschiffes nicht mittig und trägt einen Pyramidenhelm und in drei Nischen die barocken Steinfiguren Hll. Josef, Florian und Koloman. An der Westfassade stehen steinerne Grabkreuze aus 1709 und 1713. Eine Stiege zur nördlich gelegenen Straße hat barocke Putten auf niedrigen Pfeilern.
Das Kircheninnere mit einer Flachdecke im Langhaus und Chor zeigt Reliefs Christus und Lamm Gottes und an der Orgelemporenbrüstung David mit Harfe vom Bildhauer Karl Jamöck. Fresken an der östlichen Langhauswand und östlichen Chorwand zeigen Johannes Evangelist, Maria und Christus.

## Ausstattung
Zwei barocke Ölbilder Geburt Jesu und Dreifaltigkeit sind aus dem 3. Viertel des 18. Jahrhunderts. Das Ölbild Heilige Sippe malte der Maler W. Heubel (1895).
Die 1911 von Johann M. Kauffmann gebaute Orgel wurde 1951 umgebaut.